# لوك فولي
لوك فولي (بالإنجليزية: Luke Foley)‏ هو نقابي وسياسي أسترالي، ولد في 27 يوليو 1970 في سيدني في أستراليا. حزبياً، نشط في حزب العمال الأسترالي (فرع نيوساوث ويلز) ‏. وقد انتخب رئيس المعارضة في نيوساوث ويلز ‏ (5 يناير 2015 – 8 نوفمبر 2018) وانتخب عضو الجمعية التشريعية نيو ساوث ويلز عن دائرة Electoral district of Auburn ‏ (28 مارس 2015 – ) وانتخب عضو المجلس التشريعي نيو ساوث ويلز (19 يونيو 2010 – 6 مارس 2015).